# Henry de Lesquen
Henry de Lesquen (* 1. ledna 1949) je předsedou francouzského konzervativního uskupení Club de l'Horloge.
Lesquen byl původně členem Chiracovy strany RPR (Rassemblement pour la République), tu však v roce 1984 opustil. Na rozdíl od řady jiných však nevstoupil do Le Penovy Národní fronty a namísto toho se věnoval úsilí o sjednocení konzervativních sil Francie do jediného hnutí. V roce 2001 se stal místním zastupitelem ve Versailles.
Deník Libération ze 14. ledna 2006 o Lesquenovi informoval v tom smyslu, že je ideově blízký konzervativnímu tradicionalistovi a europoslanci Philippe de Villiersovi.